# Club Atlético River Plate 1963
Questa voce raccoglie le informazioni riguardanti il Club Atlético River Plate nelle competizioni ufficiali della stagione 1963.

## Stagione
Minella guidò la squadra al secondo posto in campionato. Il decisivo vantaggio di due punti dell'Independiente maturò alla venticinquesima giornata: mentre il River perse 1-0 il Superclásico in casa, i futuri campioni sconfissero l'Argentinos Juniors con una vittoria per 3-0 sul campo neutro dell'Estadio Don León Kolbovski, casa dell'Atlanta.

## Maglie e sponsor
| Casa | Trasferta |

## Rosa
| N. |                      | Ruolo | Calciatore         |
| -- | -------------------- | ----- | ------------------ |
|    | Argentina (bandiera) | P     | Amadeo Carrizo     |
|    | Argentina (bandiera) | P     | Rogelio Domínguez  |
|    | Argentina (bandiera) | D     | Roque Ditro        |
|    | Argentina (bandiera) | D     | Marcelo Etchegaray |
|    | Argentina (bandiera) | D     | Eduardo Grispo     |
|    | Argentina (bandiera) | D     | Alfredo Mackeprang |
|    | Uruguay (bandiera)   | D     | Roberto Matosas    |
|    | Argentina (bandiera) | D     | José Ramos Delgado |
|    | Cile (bandiera)      | D     | Eladio Rojas       |
|    | Argentina (bandiera) | D     | Alberto Sainz      |
|    | Argentina (bandiera) | D     | José Varacka       |
|    | Argentina (bandiera) | C     | Vladislao Cap      |
|    | Argentina (bandiera) | C     | Jorge Domínguez    |

| N. |                      | Ruolo | Calciatore                 |
| -- | -------------------- | ----- | -------------------------- |
|    | Argentina (bandiera) | C     | Enrique Santiago Fernández |
|    | Argentina (bandiera) | C     | Ermindo Onega              |
|    | Argentina (bandiera) | C     | Pedro Ornad                |
|    | Argentina (bandiera) | C     | Martín Pando               |
|    | Argentina (bandiera) | C     | Hugo Zarich                |
|    | Argentina (bandiera) | A     | Luis Artime                |
|    | Uruguay (bandiera)   | A     | Luis Cubilla               |
|    | Brasile (bandiera)   | A     | Delém                      |
|    | Brasile (bandiera)   | A     | Deraldo Conceição          |
|    | Argentina (bandiera) | A     | Ernesto Juárez             |
|    | Argentina (bandiera) | A     | Galdino Luraschi           |
|    | Brasile (bandiera)   | A     | Roberto                    |

## Statistiche

### Statistiche di squadra
| Competizione | Punti | Totale | Totale | Totale | Totale | Totale | Totale | DR  |
| Competizione | Punti | G      | V      | N      | P      | Gf     | Gs     | DR  |
| ------------ | ----- | ------ | ------ | ------ | ------ | ------ | ------ | --- |
| PD           | 35    | 26     | 13     | 9      | 4      | 48     | 23     | +25 |
| Totale       | -     |        |        |        |        |        |        | -   |